# LINKCAST
LINKCAST（リンクキャスト）は、スマートフォン用のP2P型の暗号化インスタントメッセンジャー（Instant Messenger 別名：IM、IMクライアント）である。
無料通話、メッセージングの他に、LIVEブロードキャスティングの機能を持つ。

## 概要
日本のアプリ開発会社BTD STUDIOが開発、提供している。
2016年9月16日にiOS版がリリースされ、Android版はβ版が、2016年9月9日にリリースされた。
2018年3月22日にAndroidもリリース版が公開された。

## 特徴
LINKCASTは、プライバシーとセキュリティーを重視するとの方針を持ち、メッセージ、ストリーミングデータの全てを重度に暗号化している。メッセンジャーに多く用いられる共通鍵暗号方式ではなく、当初はRSA1024、2048、4096による鍵交換を行っていたが、2017年2月にECDHE（楕円曲線ディフィー・ヘルマン鍵共有）に変更された。データ暗号化については、AES-256-CFBを採用している。グループチャットを含め、全ての通信はデフォルトで暗号化され、非暗号の通信を選ぶオプションはない。
また、通信方式にP2Pを採用しているため、原理的にメッセージログは、サーバに保存されず、端末内にしかログが存在しない。アドレス帳をネットワーク上のサーバにアップロードする仕組みはなく、ネットワークを経由して端末同士で認証を行う承認制のフレンド機能がある。P2Pではあるが、送受信側のどちらかがアプリを起動していなくても、メッセージ、画像、ファイル、ボイスコールなど全て送受信が可能である。

## P2P
UDPを使用したP2P（Peer to Peer）を採用しているが、全てのノードが常に接続された状態で、通信の応答待ちを行う待機型P2Pではなく、必要な時にのみ接続するPULL型のP2Pであり、P2Pの帯域消費問題はなく、データ通信量は少ない。区切られたノード集合同士が、効率的に通信を行う仕様であり、最短遅延、最少帯域で制御するモバイル通信専用に開発したノードの形成アルゴリズムを使用している。

## 機能
前述の特徴に加え、
- 最大10人まで同時に双方向で参加できる動画チャット”BUZZキャスト”
- 自動的にメッセージを消去するSelf-Destructive Message
- 動画コーデックにVP8,VP9を使用し低遅延、高画質のストリーミング
- 音声コーデックにOpusを使用した高音質の無料通話
- ストレージの暗号化
- スマホ内の動画を再ストリーミングする”動画ストリーミング”
- グループを公開、検索できるソーシャル機能
- スタンプ、アニメーションGIFのインライン表示
- 全てのファイルの送受信
- 参加人数無制限のグループチャット
- P2P検索モード
- iOSのCallkitに対応したボイスコール
- Siriでメッセージの送信